# Plemyria bicolorata
Plemyria bicolorata là một loài bướm đêm trong họ Geometridae.